# Berliner Kurier
Der Berliner Kurier ist eine täglich verlegte Boulevardzeitung und ein Onlinemedium aus Berlin, die im Berliner Verlag erscheint. Von 1949 bis 1990 trug sie den Namen BZ am Abend und war bis dahin eine Tageszeitung.

## Geschichte
Die erste Ausgabe erschien am 15. Juli 1949 unter dem Namen BZ am Abend im Berliner Verlag GmbH. 1953 wurde die BZ am Abend dem ZK der SED unterstellt; als Herausgeber trat weiterhin der Berliner Verlag auf. Sie war lange die einzige Abend- und Straßenverkaufszeitung der Deutschen Demokratischen Republik. Bis zum Ende der DDR 1990 hatte sie eine tägliche Auflage von rund 200.000 Exemplaren.

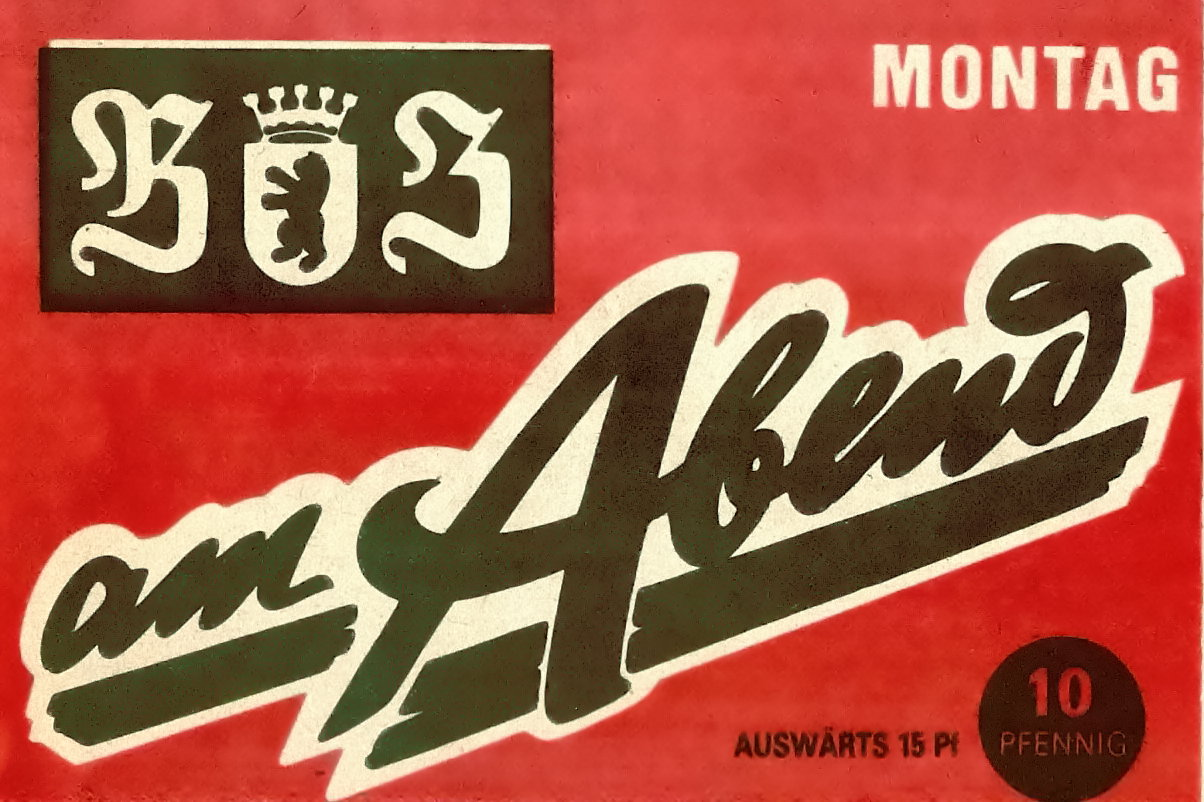
Marke der BZ am Abend, 1989

Nach der Deutschen Wiedervereinigung übernahm 1990 der Zeitschriftenverlag Gruner + Jahr zusammen mit dem Verleger Robert Maxwell den Berliner Verlag und damit die BZ am Abend und die Berliner Zeitung. Aus der BZ am Abend wurde der Berliner Kurier, auch um Verwechslungen mit dem Wettbewerber aus dem Westen, der B.Z., zu vermeiden. Zu dieser Zeit wandelte sich die Zeitung aus dem tagesaktuellen Anzeiger zu dem Boulevardblatt.

Logo 2008

Das Unternehmen Gruner + Jahr beteiligte sich am Berliner Verlag (und somit am Berliner Kurier): 1990 zunächst mit 50 %, ab 1992 dann zu 100 %. Zu ihm gehörten neben den Berliner Kurier die Berliner Zeitung.
Um die Jahrtausendwende begann Gruner + Jahr – nach der Entscheidung des Mutterkonzerns Bertelsmann sich auf seine Kernkompetenzen zu beschränken – sich von seinen Zeitungsbeteiligungen zu trennen. Die Verlagsgruppe Georg von Holtzbrinck, bis dahin bereits mit dem Tagesspiegel auf dem Berliner Markt aktiv, versuchte im Juni 2002 den Berliner Verlag zu übernehmen. Diese Übernahme wurde vom Bundeskartellamt untersagt. Eine Beschwerde des Verlags vor dem OLG Düsseldorf wurde abschlägig beschieden. Holtzbrinck reichte daraufhin Klage beim Bundesgerichtshof ein. Formal gehörte der Verlag damit weiterhin der Bertelsmann-Tochter Gruner + Jahr, die ihn 2005 an die BV Deutsche Zeitungsholding veräußerte, die zur Mecom Group gehörte. Im Januar 2009 verkaufte die Mecom Group den Berliner Verlag an die Kölner Mediengruppe M. DuMont Schauberg.
Zum 1. November 2016 wurde die Redaktion durch die Berliner Newsroom GmbH abgelöst, die als Dienstleister die Inhalte der Berliner Zeitung und des Berliner Kuriers erstellt. Von Oktober 2018 bis Januar 2020 bezog der Berliner Kurier seine überregionalen Inhalte vom RedaktionsNetzwerk Deutschland.
Im September 2019 übernahm das Berliner Unternehmerpaar Silke und Holger Friedrich den Berliner Verlag.

## Auflage und Onlinepräsenz
Die verkaufte Auflage sank von 191.922 Exemplaren im ersten Quartal 1998 auf 62.623 (Sa/So) und 34.174 (Mo–Fr) Exemplare im ersten Quartal 2023. Die Zahl der angemeldeten digitalen Nutzer stieg dagegen stark an auf 6,9 Millionen; zusätzlich auf Instagram: 104.400 Abonnenten und 311.000 Abonnenten bei Facebook. (Die digitalen Zahlen zusammen mit der Berliner Zeitung).
Seit 2021 werden die Auflagenzahlen nicht mehr an die Informationsgemeinschaft zur Feststellung der Verbreitung von Werbeträgern gemeldet.

## Standort

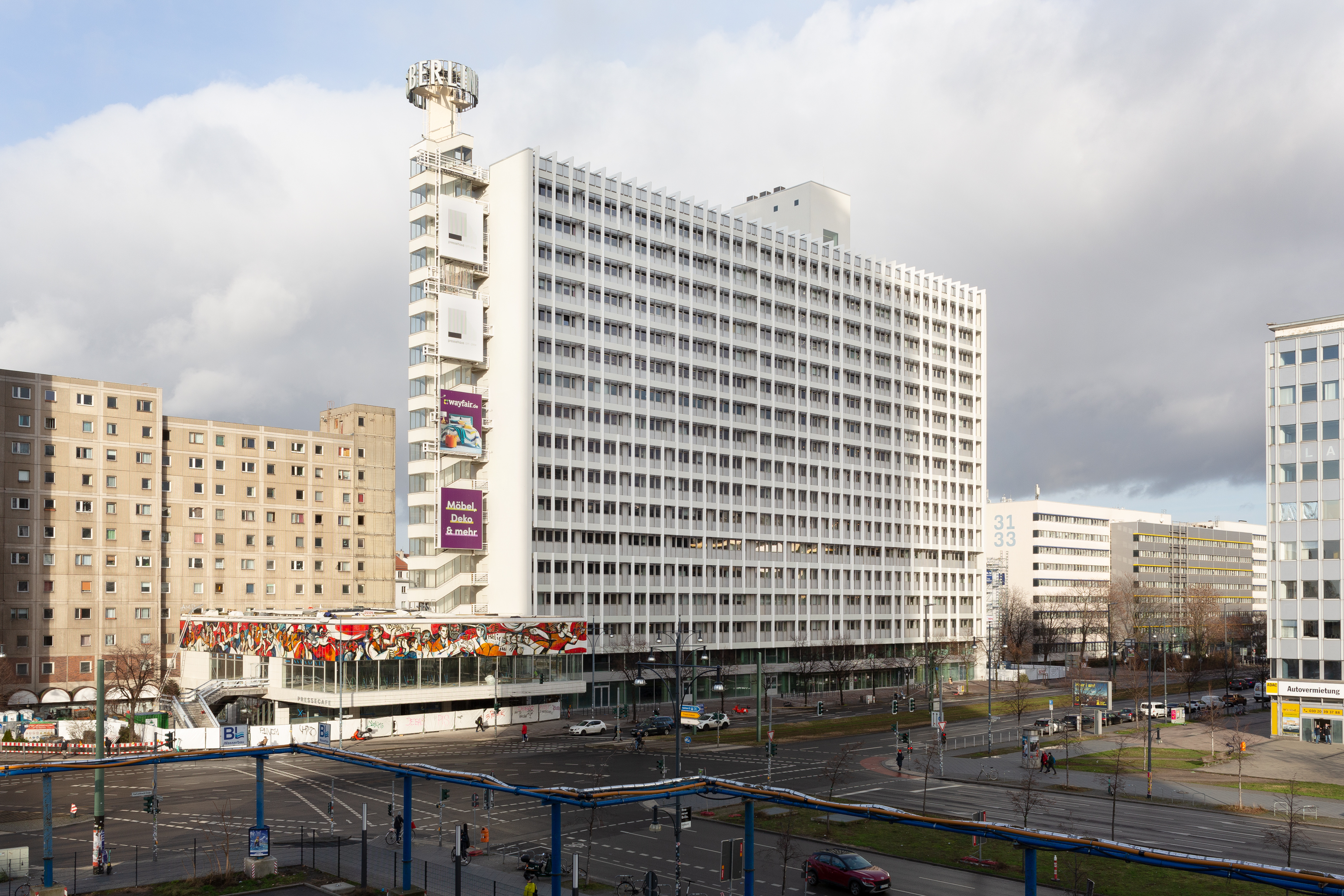
Haus des Berliner Verlages, Sitz des Verlages

Die Redaktion des Berliner Kurier ist seit 2023 im Haus des Berliner Verlages am Alexanderplatz.

## Chefredakteure
- 1990–1996 Wieland Sandmann
- 1997–2000 Adolf Schwaner
- 2000–2003 Caroline Methner
- 2003–2015 Hans-Peter Buschheuer
- 2015–2020 Elmar Jehn
- 202000000 Matthias Thieme
- 2022 bis 2025 Michael Heun
- seit0Mai 2025 Lena Zander